# Kamienica Leona Rosseta

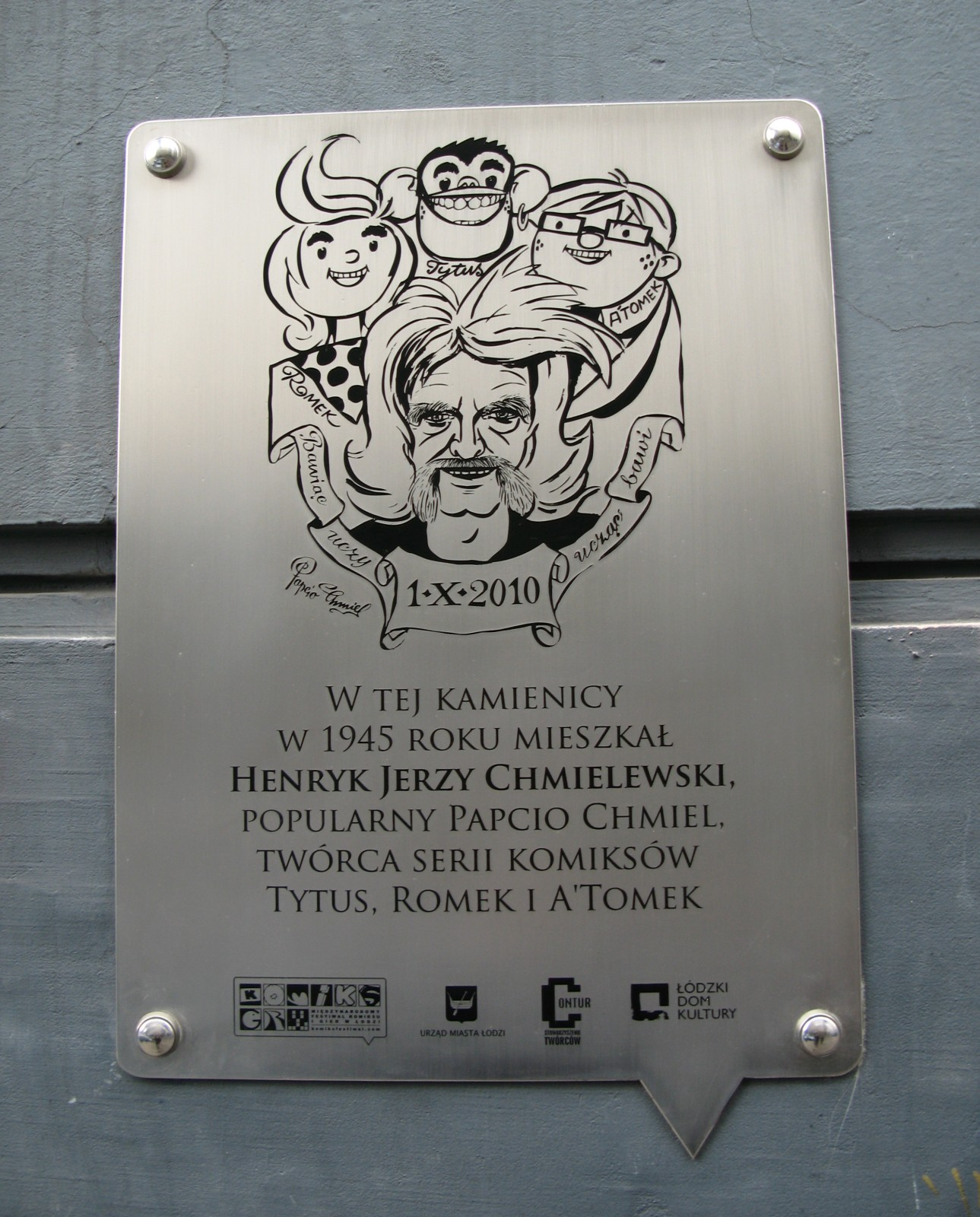

Kamienica Leona Rosseta – kamienica znajdująca się przy ulicy Nawrot 8 w Łodzi.

## Historia
Budynek został zbudowany w 1911 roku według projektu Dawida Lande. Zleceniodawcą budowy był Leon Rosset.
W 1945 roku w tej kamienicy mieszkał Papcio Chmiel – twórca serii komiksów Tytus, Romek i A'Tomek. Upamiętnia to tablica pamiątkowa umieszczona na froncie budynku.
Budynek wpisany jest do rejestru zabytków pod numerem A-326 z 14.09.1992.

## Architektura
Oficyny tej kamienicy są starsze od budynku frontowego. Pochodzą z 1900 roku, zaprojektowane zostały przez Kazimierza Pomian Sokołowskiego.